# Флаг Магнитогорска
Флаг муниципального образования Магнитого́рский городской округ Челябинской области Российской Федерации — опознавательно-правовой знак, служащий официальным символом муниципального образования.
Флаг утверждён 28 января 2004 года как флаг муниципального образования город Магнитогорск (после муниципальной реформы официальное наименование муниципального образования — Магнитогорский городской округ — город Магнитогорск. Магнитогорский городской округ и город Магнитогорск являются равнозначными наименованиями) и внесён в Государственный геральдический регистр Российской Федерации с присвоением регистрационного номера 1490. Окончательный вид флаг приобрёл 26 апреля 2011 года.

## Описание
30 сентября 1998 года, решением Магнитогорского городского Собрания депутатов, был утверждён первый флаг города Магнитогорска. Описание флага гласило:

Прямоугольное полотнище с соотношением сторон 2:1, пересечённое посередине голубой полосой с белыми каймами. Верхняя часть флага — красного цвета, нижняя — зелёного, в центре флага — герб города.

Геральдический совет при Президенте Российской Федерации рекомендовал существенно переработать флаг. Флаг не должен иметь самостоятельную расцветку, приводящую в знаковое противоречие с гербом. Также герб не может быть помещён на муниципальном флаге, поскольку, в соответствии с современными требованиями Геральдического совета, композиция флага должна соответствовать геральдическому содержанию герба. Исходя из этих требований, 28 января 2004 года, был утверждён новый, ныне действующий, флаг города Магнитогорска:

Флаг города Магнитогорска представляет собой прямоугольное полотнище серебристого цвета с соотношением сторон 2:3, содержащее в центре фигуру чёрного треугольника из герба города, основание которой составляет 1/3 длины полотнища.

30 ноября 2010 года, решением Магнитогорского городского Собрания депутатов № 221, было утверждено новое положение о флаге города. Среди прочего было незначительно изменено описание флага (уменьшен размер треугольника) и из обоснования символики было убрано упоминание про триаду.

Прямоугольное полотнище серебристого цвета с соотношением сторон 2:3, содержащее в центре фигуру чёрного треугольника из герба города, основание которой составляет 1/3 ширины полотнища.

26 апреля 2011 года, решением Магнитогорского городского Собрания депутатов № 80, в описание флага были внесены изменения — увеличен размер треугольника:

Прямоугольное полотнище серебристого цвета с соотношением сторон 2:3, содержащее в центре фигуру чёрного треугольника из герба города, основание которой составляет 2/3 ширины полотнища.

## Обоснование символики
Флаг составлен на основании герба города Магнитогорска, по правилам и соответствующим традициям геральдики и отражает исторические, культурные, социально-экономические, национальные и иные местные традиции.
Город Магнитогорск ведёт свою историю с 1929 года, одновременно со строительством у горы Магнитной металлургического комбината.
Богатейшие месторождения железных руд у горы Магнитной были открыты ещё в 40-х годах XVII века. Близ горы, в 1743 году, была построена казачья крепость — станица Магнитная, один из опорных пунктов Оренбургской пограничной линии.
Несмотря на то, что добыча руды велась эпизодически — лишь спустя два столетия, в 1929 году у горы Магнитной началось сооружение завода-гиганта. Ещё в 1899 году Д. И. Менделеев писал в своих дневниках: «… такой громадной массы магнитного железняка… нигде не видано, а потому здесь считать запас надо… не миллионами, а миллиардами пудов».
Символика пирамиды-треугольника многозначна: треугольник образно передаёт контур палатки первостроителей нового города — Магнитогорска; чёрный треугольник — символ горы Магнитной; чёрный треугольник аллегорически показывает Магнитогорск как центр чёрной металлургии.
Треугольник (равносторонний или триада) — символ решительности, стойкости, энергичности, стремления к совершенству. Люди, находящиеся под властью Триады, идут по жизни уверенно, не зная препятствий и разочарований, во всех делах их ожидает успех и радость.
Чёрный цвет означает благоразумие, мудрость, скромность, честность и вечность бытия.
Серебро — символ благородства, чистоты, справедливости, великодушия.